# Alexander Fry
Alexander Fry (ur. 10 września 1821 w Pencraig, zm. 26 lutego 1905) – brytyjski (angielski) entomolog, specjalizujący się w koleopterologii.
Urodził się w 1821 roku w Pencraig w hrabstwie Herefordshire. W 1838 roku wyjechał do Rio de Janeiro, gdzie jego ojciec miał dom handlowy. W 1843 roku został partnerem biznesowym ojca. Wówczas na krótko wrócił do Anglii, gdzie wziął ślub. Na stałe do Londynu przeniósł się w 1854 roku, ale wciąż od czasu do czasu odwiedzał Rio. Mieszkał w dzielnicy Norwood. Zmarł w 1905 roku
Fry zgromadził zbiór chrząszczy liczący około 200 tysięcy okazów. Szczególnie obfita była jego kolekcja kózkowatych i ryjkowców. Na jego zbiorze pracowali liczni specjaliści. Został on zdeponowany w Muzeum Historii Naturalnej w Londynie.
W 1885 roku został członkiem Entomological Society of London.